# 13-й стрелковый корпус (1-го формирования)
13-й стрелковый корпус (13-й ск) — воинское соединение в составе Вооружённых Сил СССР до и во время Великой Отечественной войны.

## История
Корпус сформирован в Киевском военном округе (далее КВО) на основании приказа по войскам округа № 0194 от 5 декабря 1936 года Управление в городе Белая Церковь.
26 июля 1938 года корпус вошёл в состав Житомирской армейской группы Киевского Особого военного округа (далее КОВО).
В сентябре — октябре 1939 года корпус участвовал в военном походе Красной Армии в Западную Украину. Корпус входил в состав Каменец-Подольской армейской группы, Южной армейской группы, Кавалерийской армейской группы Украинского фронта.
В июне — июле 1940 года корпус участвовал в военном походе Красной Армии в Северную Буковину в составе 12-й армии Южного фронта.
С 22 июня по август 1941 года корпус участвовал в Великой Отечественной войне Советского Союза против Германии и её союзников.
Управление расформировано в августе 1941 года в связи с гибелью в Уманском котле.
Дислокация управления: в городах Белая Церковь, Стрый (октябрь 1939 — июль 1940), Самбор (июль 1940—1941).

## Полное название
13-й стрелковый корпус

## Командование
Командиры корпуса:
- Кириллов, Николай Кузьмич, генерал-майор (февраль 1938 г. — 10 августа 1941 г.; попал в плен)

## Состав
На 16.09.1939 в Каменец-Подольской армейской группе:
- Управление корпуса.
- Корпусные части.
- 72-я стрелковая дивизия.
- 99-я стрелковая дивизия.

На 2.10.1939 в Кавалерийской армейской группе:
- Управление корпуса.
- Корпусные части.
- 58-я стрелковая дивизия.
- 72-я стрелковая дивизия.
- 146-я стрелковая дивизия.

На 22.06.1941, штаб корпуса в г. Борислав:
- 58-я горнострелковая дивизия. Командир генерал-майор Прошкин, Николай Игнатьевич
- 192-я горнострелковая дивизия. Командир генерал-майор Привалов, Пётр Фролович
- 44-я горнострелковая дивизия. Командир генерал-майор Ткаченко, Семён Акимович